# Goniadides falcigera
Goniadides falcigera är en ringmaskart som beskrevs av Hartmann-Schröder 1962. Goniadides falcigera ingår i släktet Goniadides och familjen Goniadidae. Inga underarter finns listade i Catalogue of Life.